# Сурья-сиддханта
«Су́рья-сиддха́нта» («Сиддханта солнца») — древнеиндийский астрономический трактат. Упоминается в трудах таких астрономов, как Арьябхата и Варахамихира. Варахамихира в «Панча-сиддхантике» наряду с «Сурья-сиддхантой» упоминает ещё четыре сиддханты: это «Пайтамаха-сиддханта», «Паулиса-сиддханта», «Ромака-сиддханта» и «Васиштха-сиддханта».
До наших дней «Сурья-сиддханта» дошла в нескольких версиях. Версия, исследованная и отредактированная Бургессом в 1858 году, датировалась им Средними веками (V—XI века). Написавший в X веке комментарии к работам Варахамихиры Утпала цитирует шесть шлок «Сурья-сиддханты» в том виде, в котором она существовала в его времена. Ни одну из этих шлок невозможно найти в текстах современных версий. Несмотря на это, дошедшая до наших дней редакция «Сурья-сиддханты» вполне может рассматриваться как прямой потомок версии, доступной Варахамихире.
В «Сурья-сиддханте» впервые было дано описание методов определения истинных долгот Солнца, Луны и планет. Как отмечает Ричард Л. Томпсон, выводимые из данных «Сурья-сиддханты» диаметры Меркурия и Сатурна отличаются от принятых сегодня менее чем на 1 % (хотя их угловые размеры сильно завышены, а расстояния до них — занижены).
В «Сурья-сиддханте» предписана неравнодомная система построения гороскопа.

## Издания
- Translation of the Sûrya-Siddhânta: A text-book of Hindu astronomy, with notes and an appendix by Ebenezer Burgess Originally published: Journal of the American Oriental Society 6 (1860) 141—498. Commentary by Burgess is much larger than his translation.
- Surya-Siddhanta: A Text Book of Hindu Astronomy by Ebenezer Burgess, ed. Phanindralal Gangooly (1989/1997) with a 45-page commentary by P. C. Sengupta (1935).
- Translation of the Surya Siddhanta by Bapu Deva Sastri (1861) ISBN 3-7648-1334-2, ISBN 978-3-7648-1334-5. Only a few notes. Translation of Surya Siddhanta occupies first 100 pages; rest is a translation of the Siddhanta Siromani by Lancelot Wilkinson.
- Surya Siddhanta Sanskrit text in Devanagari.ж